# 2. HNL 2017/18
Die 2. HNL 2017/18 war die 27. Spielzeit der zweiten kroatischen Fußballliga. Die Saison begann am 18. August 2017 und endete am 20. Mai 2018.

## Modus
Die zwölf Mannschaften traten in je drei Runden gegeneinander an, sodass 33 Spieltage zu absolvieren waren. Die Teams, die nach 22 Spielen die ersten sechs Plätze belegten, hatten zusätzlich sechs Heimspiele, die Teams auf den unteren sechs Plätzen noch fünf Heimspiele.
Der Tabellenerste stieg direkt auf, der Zweite spielte gegen den Vorletzten der 1. HNL in der Relegation. Der Tabellenletzte stieg direkt in die 3. HNL ab, der Vorletzte sollte gegen den Zweiten der 3. HNL in die Relegation. Da der RNK Split keine Lizenz für die 2. HNL erhielt, wurden diese Begegnungen nicht ausgetragen.

## Vereine
| Verein                  | Stadt         | Stadion                    | Kapazität |
| ----------------------- | ------------- | -------------------------- | --------- |
| NK Hrvatski dragovoljac | Zagreb        | Stadion NŠC Stjepan Spajić | 5.000     |
| Dinamo Zagreb II        | Zagreb        | Stadion Hitrec Kacian      | 5.000     |
| NK Lučko Zagreb         | Zagreb        | Stadion Lučko              | 1.500     |
| NK Kustošija Zagreb     | Zagreb        | Stadion NK Kustošija       | 2.550     |
| NK Varaždin (2012)      | Varaždin      | Stadion Anđelko Herjavec   | 10.8000   |
| NK Dugopolje            | Dugopolje     | Stadion Hrvatski vitezovi  | 5.200     |
| HNK Gorica              | Velika Gorica | Gradski Stadion            | 8.000     |
| NK Novigrad             | Novigrad      | Stadion Lako               | 1.500     |
| NK Sesvete              | Sesvete       | svetok Josip Radnik        | 1.200     |
| HNK Šibenik             | Šibenik       | Šubićevac                  | 8.000     |
| NK Solin                | Solin         | Pokraj Jadra               | 4.000     |
| Hajduk Split II         | Split         | Stadion Poljud             | 34.4480   |

## Abschlusstabelle
| Pl. | Verein                  | Sp. | S  | U  | N  | Tore    | Diff. | Punkte |
| --- | ----------------------- | --- | -- | -- | -- | ------- | ----- | ------ |
| 1.  | HNK Gorica              | 33  | 18 | 8  | 7  | 044:290 | +15   | 62     |
| 2.  | NK Varaždin (2012) (N)  | 33  | 18 | 7  | 8  | 050:320 | +18   | 61     |
| 3.  | Dinamo Zagreb II        | 33  | 18 | 7  | 8  | 043:250 | +18   | 61     |
| 4.  | NK Sesvete              | 33  | 16 | 6  | 11 | 046:380 | +8    | 54     |
| 5.  | Hajduk Split II (N)     | 33  | 15 | 5  | 13 | 044:320 | +12   | 50     |
| 6.  | NK Dugopolje            | 33  | 13 | 7  | 13 | 034:370 | −3    | 46     |
| 7.  | HNK Šibenik             | 33  | 11 | 9  | 13 | 039:430 | −4    | 42     |
| 8.  | NK Kustošija Zagreb (N) | 33  | 11 | 7  | 15 | 034:390 | −5    | 40     |
| 9.  | NK Solin                | 33  | 9  | 7  | 17 | 031:480 | −17   | 34     |
| 10. | NK Lučko Zagreb         | 33  | 8  | 10 | 15 | 027:400 | −13   | 34     |
| 11. | NK Hrvatski dragovoljac | 33  | 8  | 10 | 15 | 037:480 | −11   | 34     |
| 12. | NK Novigrad             | 33  | 8  | 7  | 18 | 032:500 | −18   | 31     |

Platzierungskriterien: 1. Punkte – 2. Direkter Vergleich (Punkte, Tordifferenz, geschossene Tore) – 3. Tordifferenz – 4. geschossene Tore

| (N) | Aufsteiger aus der 3. HNL 2016/17 |

## Relegation
Aufstieg
Der Neuntplatzierte der 1. HNL bestritt im Anschluss an die reguläre Saison am 30. Mai und am 2. Juni 2018 zwei Play-off-Spiele gegen den Zweitplatzierten der 2. HNL.
|          | Gesamt |                    | Hinspiel | Rückspiel |
| -------- | ------ | ------------------ | -------- | --------- |
| NK Istra | 3:2    | NK Varaždin (2012) | 3:1      | 0:1       |

Abstieg
Am 30. Mai und am 2. Juni 2018 sollten die Relegationsspiele zwischen dem Zweiten der 3. HNL und dem Elften der 2. HNL stattfinden. RNK Split bekam keine Lizenz für die 2. HNL. Damit blieb Hrvatski dragovoljac in der Liga.

## Torschützenliste
| Pl. | Name                  | Mannschaft              | Tore |
| --- | --------------------- | ----------------------- | ---- |
| 1.  | Domagoj Drožđek       | NK Varaždin (2012)      | 16   |
| 2.  | Kristijan Lovrić      | NK Kustošija Zagreb     | 13   |
| 3.  | Valentino Majstorović | NK Hrvatski dragovoljac | 11   |
| 3.  | Borna Miklić          | Dinamo Zagreb II        | 11   |
| 5.  | Ivan Delić            | Hajduk Split II         | 09   |
| 5.  | Dejan Glavica         | NK Varaždin (2012)      | 09   |
| 7.  | Ivan Božić            | Dinamo Zagreb II        | 08   |
| 7.  | Ivan Mamut            | NK Sesvete              | 08   |
| 7.  | Marko Tolić           | NK Sesvete              | 08   |